# Chloreuptychia tolumnia
Espèce

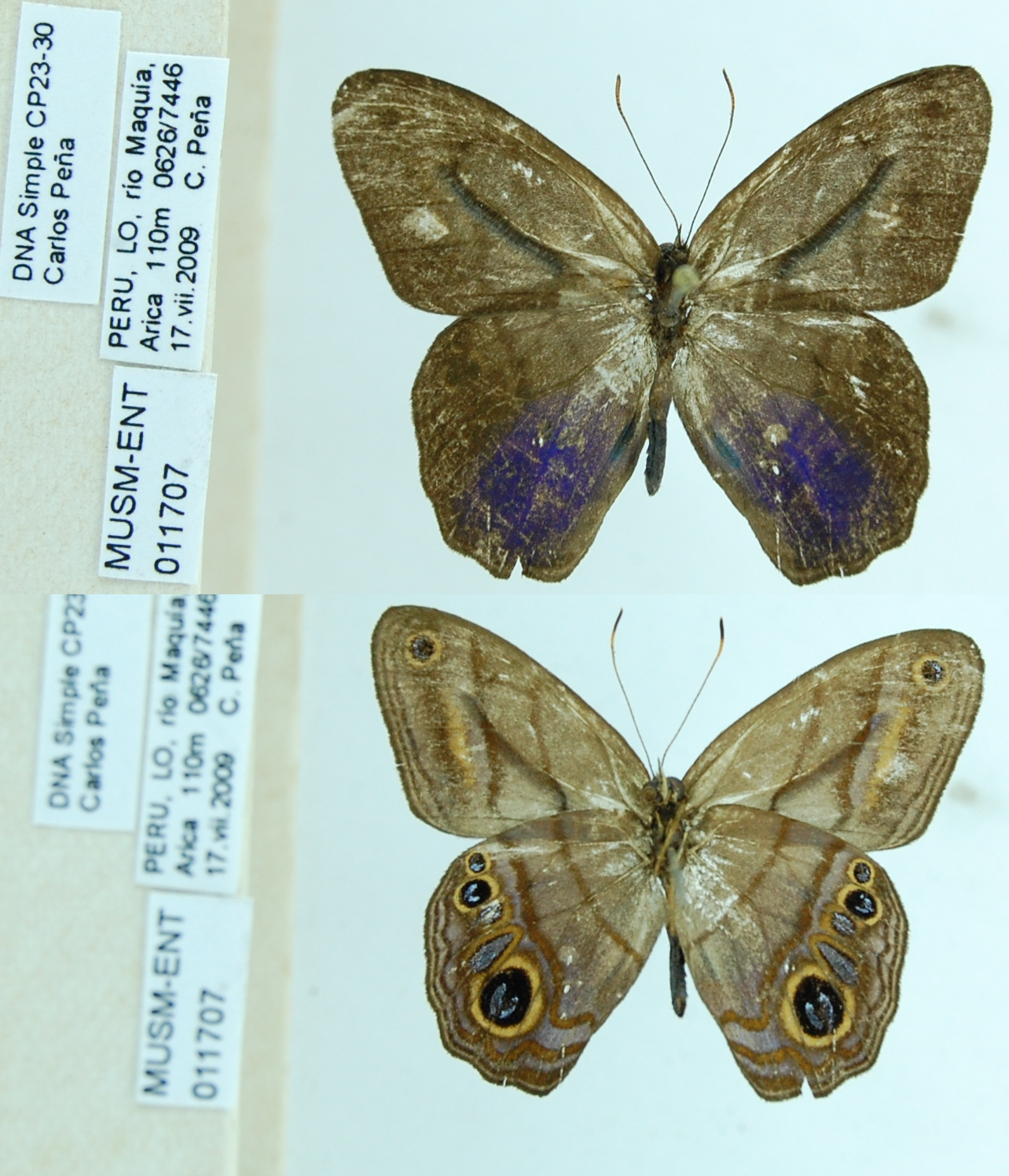
Chloreuptychia tolumnia

Chloreuptychia tolumnia est une espèce de papillons de la famille des Nymphalidae et de la sous-famille des Satyrinae et du genre Chloreuptychia.

## Dénomination
Chloreuptychia tolumnia a été décrit par Pieter Cramer en 1777 sous le nom de Papilio tolumnia.

## Description
Chloreuptychia tolumnia est un papillon au dessus marron plus ou moins bleuté dont la moitié anale de l'aile postérieure est bleu foncé.
Le revers est ocre beige bleuté  avec deux bandes marron, discale et postdiscale, un ocelle noir cerné de jaune et pupillé à l'apex des ailes antérieures, une plage jaune orangé dans l'aire postdiscale des ailes antérieures et deux ocelles cernés de jaune et pupillés aux ailes postérieures, un gros proche de l'apex et un proche de l'angle anal.

## Biologie
Chloreuptychia tolumnia vole toute l'année.

## Écologie et distribution
Chloreuptychia tolumnia est présent au Pérou, au Brésil, au Surinam et en Guyane,.

### Biotope
Chloreuptychia tolumnia réside en sous-bois.

### Protection
Pas de statut de protection particulier